# 基恩鎮區 (密歇根州)
基恩鎮區（英語：Keene Township）是位於美國密歇根州愛奧尼亞縣的一個行政鎮區。

## 地方資料
基恩鎮區的面積為93.20平方千米，當中陸地面積為92.50平方千米，而水域面積為0.70平方千米。根據2020年美國人口普查的數據，當地共有人口1730人，而人口密度為每平方千米18.56人。